# La puce à l'oreille (podcasts)
La puce à l’oreille est un organisme sans but lucratif québécois basé à Montréal qui produit et conçoit des podcasts pour enfants et adolescents.

## Historique
Il s’agit du premier studio de podcast québécois consacré exclusivement à la production de contenus audios pour un public jeunesse,. Fondée en 2017 par Prune Lieutier, Albéric Filhol et Marie-Laure Saidani, La puce à l’oreille s’est constituée en organisme sans but lucratif (OBNL au Québec) en novembre 2018,.

## Productions
Les podcasts produits par La puce à l’oreille sont principalement destinés aux enfants et adolescents de 6 à 17 ans ; il s’agit le plus souvent de contenus documentaires, par exemple scientifiques, ou qui abordent des sujets de société, comme la signification des lettres LGBTQIA+, la santé mentale, ou des thématiques féministes.
La puce à l’oreille réalise des projets de commande pour des clients tels que le complexe muséal Espace pour la vie, la fondation Ubisoft Éducation, des maisons d’édition jeunesse,, ou encore Télé-Québec, entre autres. L’organisme collabore avec des théâtres et des compagnies de théâtre pour produire des adaptations audio de pièces et contes pour enfants. La puce à l’oreille propose également des ateliers de création de podcasts à destination des jeunes publics, des heures du conte couplées d’écoute de podcasts, et a organisé à Montréal en 2019 le premier festival consacré au podcast jeunesse, « Les récrés sonores ».
Pendant la première vague de l’épidémie de COVID-19, La puce à l’oreille a mis en place un répondeur ouvert à ses jeunes auditeurs et auditrices, et produit une série de capsules répondant à leurs questions sur la pandémie,.
En 2021-2022, La puce à l’oreille a produit et réalisé une série de presque 40 podcasts documentaires pour enfants élaborés en partenariat avec des maisons d’édition québécoises,,.

## Prix et distinctions
En 2020 La puce à l'oreille a remporté un prix NUMIX récompensant l'excellence en créativité numérique du Québec dans la catégorie Balado fiction et expérimental pour la série "La vie secrète de l'art" réalisée avec les studios de production Magnéto pour le Musée des beaux-arts de Montréal.
En 2021, c'est la série "Astro-Bien agence de voyage intergalactique", réalisée pour Espace pour la vie, qui remporte un prix NUMIX dans la catégorie Contenu de marque.